# کایدی فنلاند
کایدی فنلاند (انگلیسی: Kaidi Finland) شرکت انرژی فنلاندی است، که در سال ۲۰۱۶ تأسیس شد.